# Dustin Jeffrey
Dustin Jeffrey (* 27. Februar 1988 in Sarnia, Ontario) ist ein kanadischer Eishockeyspieler, der zuletzt bis April 2023 bei den Grizzlys Wolfsburg aus der Deutschen Eishockey Liga (DEL) unter Vertrag gestanden und dort auf der Position des Centers gespielt hat. Zuvor war Jeffrey unter anderem für die Pittsburgh Penguins, Dallas Stars und Arizona Coyotes in der National Hockey League (NHL) aktiv.

## Karriere

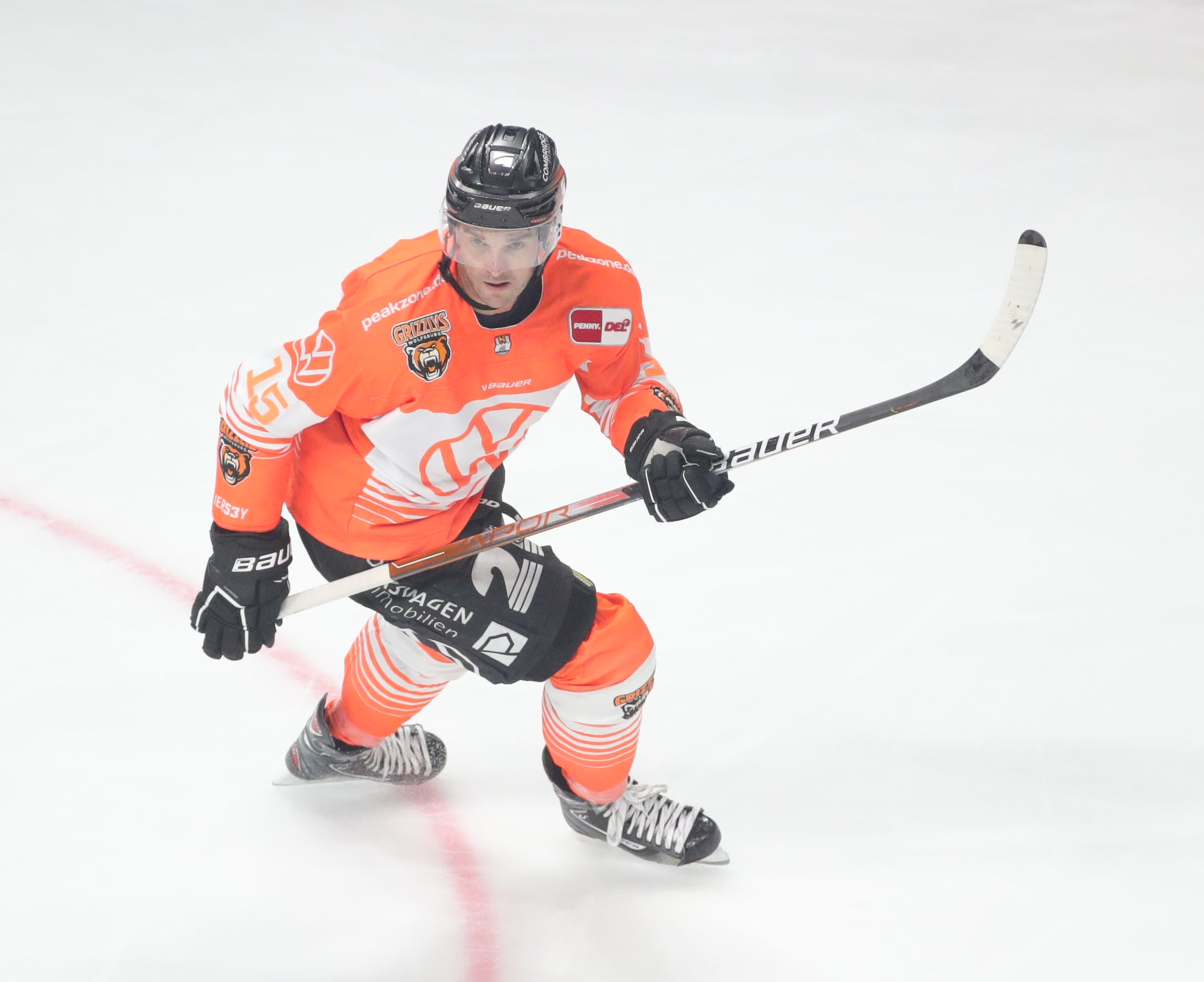
Jeffrey im Trikot der Grizzlys Wolfsburg (2022)

Jeffrey begann seine Karriere als Eishockeyspieler in der kanadischen Juniorenliga Ontario Hockey League (OHL), in der er von 2004 bis 2008 für die Mississauga IceDogs und Sault Ste. Marie Greyhounds aktiv war. In diesem Zeitraum wurde er im NHL Entry Draft 2007 in der sechsten Runde als insgesamt 171. Spieler von den Pittsburgh Penguins ausgewählt, bei denen er im Oktober 2007 seinen ersten Vertrag unterschrieb. In der Saison 2007/08 absolvierte er 15 Playoff-Spiele für Pittsburghs Farmteam, die Wilkes-Barre/Scranton Penguins, in der American Hockey League (AHL). Mit Wilkes-Barre/Scranton erreichte er auf Anhieb das Playoff-Finale um den Calder Cup, in dem er mit seiner Mannschaft den Chicago Wolves unterlag. In den folgenden beiden Spielzeiten war der Center Stammspieler in Wilkes-Barre/Scranton und kam parallel gelegentlich für die Pittsburgh Penguins in der National Hockey League (NHL) zum Einsatz. 2010 nahm er zudem erstmals am AHL All-Star Classic teil.
Auch die Saison 2010/11 begann Jeffrey bei Wilkes-Barre/Scranton in der AHL, jedoch stand er bereits ab Dezember 2010 regelmäßig bei den Pittsburgh Penguins in der NHL auf dem Eis und nach der Verletzung von Sidney Crosby rückte er dauerhaft in das NHL-Team der Penguins nach, ehe er sich Ende März 2011 ebenfalls verletzte. Darüber hinaus nahm er 2011 erneut am AHL All-Star Classic teil. Im Juli 2011 wurde sein Vertrag in Pittsburgh um zwei Jahre verlängert. Während des NHL-Lockouts 2012 spielte Jeffrey bei KHL Medveščak Zagreb in der österreichischen Erste Bank Eishockey Liga (EBEL).
Die Penguins setzen Jeffrey im November 2013 auf den Waiver, was es den Dallas Stars ermöglichte, ihn zu verpflichten. Nachdem er mit den Texas Stars den Calder Cup gewonnen hatte, wurde sein auslaufender Vertrag nicht verlängert. In der Folge verpflichteten ihn die Vancouver Canucks im Juli 2014. Bei den Canucks kam Jeffrey ausschließlich in der AHL bei den Utica Comets zum Einsatz, ehe er im März 2015 im Tausch gegen Cory Conacher an die New York Islanders abgegeben wurde. Dort wurde er ebenfalls in der AHL bei den Bridgeport Sound Tigers eingesetzt, ehe er das Franchise im Juli 2015 bereits wieder verließ, um sich den Arizona Coyotes bzw. deren Farmteam, den Springfield Falcons, anzuschließen. Im Februar 2016 wurde Jeffrey samt Dan O’Donoghue und James Melindy im Tausch für Matia Marcantuoni an die Pittsburgh Penguins abgegeben und kehrte somit in die Organisation zurück, für die er bereits von 2008 bis 2013 aktiv war.
Im Juni 2016 entschied sich Jeffrey, einen Zweijahresvertrag beim Lausanne HC aus der Schweizer National League A (NLA) zu unterschreiben. Der Kanadier verbrachte schlussendlich vier Spielzeiten in Lausanne und war dort am Ende der Saison 2017/18 der Topscorer nach der Hauptrunde, ehe er zur Spielzeit 2020/21 innerhalb der Schweiz zum SC Bern wechselte. Bei den Bernern, mit denen er im Jahr 2021 den Schweizer Cup gewann, unterzeichnete Jeffrey einen Zweijahresvertrag. Im Juli 2022 verließ der Stürmer nach insgesamt sechs Jahren die Schweiz und wechselte ins benachbarte Deutschland, wo er sich für eine Spielzeit den Grizzlys Wolfsburg aus der Deutschen Eishockey Liga (DEL) anschloss. Dort beendete er die Hauptrunde mit 53 Scorerpunkten. Seine 41 Torvorlagen stellten den Saisonbestwert unter allen Spielern dar.

## Erfolge und Auszeichnungen
| - 2010 Teilnahme am AHL All-Star Classic - 2014 Calder-Cup-Gewinn mit den Texas Stars - 2016 Teilnahme am AHL All-Star Classic - 2016 AHL Second All-Star Team - 2016 Spengler-Cup-Gewinn mit dem Team Canada | - 2018 PostFinance Top Scorer - 2019 Spengler-Cup-Gewinn mit dem Team Canada - 2021 Schweizer Cupsieger mit dem SC Bern - 2023 Bester Vorlagengeber der DEL-Hauptrunde |

## Karrierestatistik

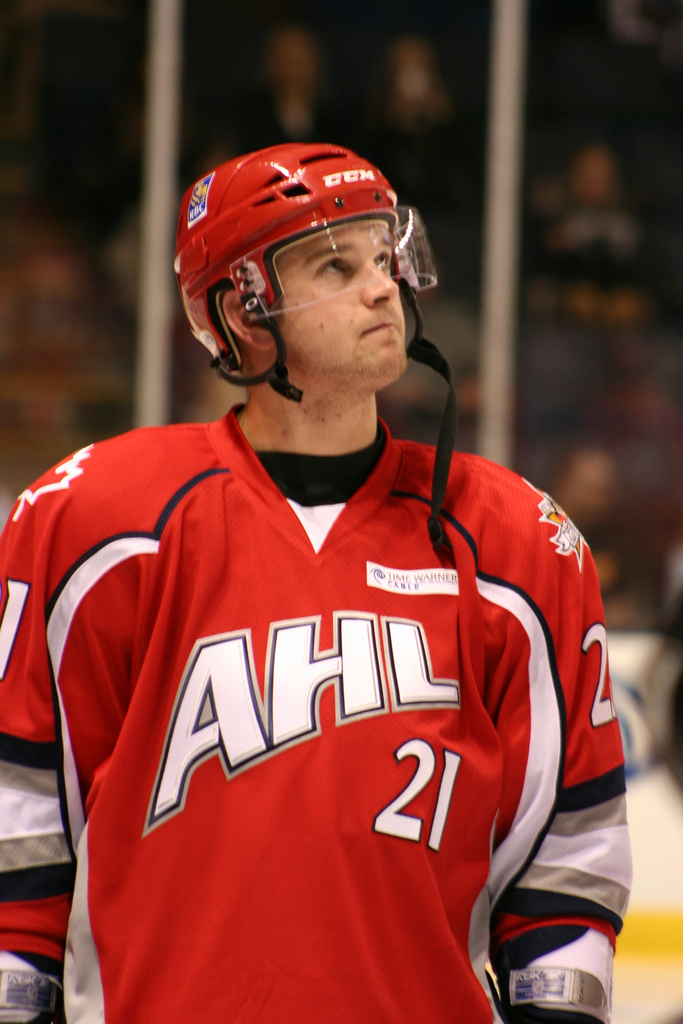
Jeffrey beim AHL All-Star Classic 2010

Stand: Ende der Saison 2022/23
(Legende zur Spielerstatistik: Sp oder GP = absolvierte Spiele; T oder G = erzielte Tore; V oder A = erzielte Assists; Pkt oder Pts = erzielte Scorerpunkte; SM oder PIM = erhaltene Strafminuten; +/− = Plus/Minus-Bilanz; PP = erzielte Überzahltore; SH = erzielte Unterzahltore; GW = erzielte Siegtore; 1 Play-downs/Relegation; Kursiv: Statistik nicht vollständig)